# Isophrictis
Isophrictis är ett släkte av fjärilar som beskrevs av Edward Meyrick 1917. Isophrictis ingår i familjen stävmalar, Gelechiidae.

## Dottertaxa tillIsophrictis, i alfabetisk ordning[1][2]
- Isophrictis actiella
- Isophrictis actinopa
- Isophrictis anteliella
- Isophrictis anthemidella
- Isophrictis canicostella
- Isophrictis cilialineella
- Isophrictis constantina
- Isophrictis corsicella
- Isophrictis denotata
- Isophrictis dietziella
- Isophrictis impugnata
- Isophrictis invisella
- Isophrictis kefersteiniellus
- Isophrictis latistriella
- Isophrictis leptidella
- Isophrictis lineatellus
- Isophrictis magna
- Isophrictis magnella
- Isophrictis meridionella
- Isophrictis microlina
- Isophrictis modesta
- Isophrictis occidentalis
- Isophrictis oudianella
- Isophrictis pallidastrigella
- Isophrictis pallidella
- Isophrictis pennella
- Isophrictis piscipellis
- Isophrictis robinella
- Isophrictis rudbeckiella
- Isophrictis sabulella
- Isophrictis senicula
- Isophrictis similiella
- Isophrictis solaniiella
- Isophrictis striatella
- Isophrictis substriatella
- Isophrictis tanacetella
- Isophrictis tophella
- Isophrictis touceyellus
- Isophrictis trimaculella